# 31st Infantry Division (United States Army)
La 31st Infantry Division (31ª Divisione di fanteria) era una divisione di fanteria dell'Army National Guard e dell'esercito degli Stati Uniti che ha partecipato alla Prima e alla seconda guerra mondiale.
Fu attivata per la prima volta nell'agosto 1917 come 10th Division con uomini provenienti dagli stati dell'Alabama, Georgia e Florida e nello stesso anno venne ridisegnata 31th Division con base a Camp Wheeler in Georgia. Non partecipò ad alcuna battaglia della Prima guerra mondiale ed i suoi elementi furono utilizzati come complemento per sopperire alle perdite delle altre divisioni, venne smobilitata nel gennaio 1919 a Camp Gordon, in Georgia.
Con l'aggiunta di personale proveniente dal Mississippi venne nuovamente chiamata nel servizio federale il 25 novembre 1940 , durante la mobilitazione precedente all'entrata in guerra degli Stati Uniti nella Seconda guerra mondiale, e fu utilizzata nel teatro di operazioni del Pacifico sud-occidentale.